# زامیوکالکاس
زامیوکالکاس(نام علمی: Zamioculcas) نام یک سرده از تیره گل‌شیپوریان است.